# Planibyrsa
Planibyrsa is een geslacht van wantsen uit de familie van de Tingidae (Netwantsen). Het geslacht werd voor het eerst wetenschappelijk beschreven door Drake & Poor in 1937.

## Soorten
Het genus bevat de volgende soorten:

- Planibyrsa elegantula (Drake, 1922)
- Planibyrsa montei Drake & Hambleton, 1938
- Planibyrsa sodalis (Drake & Bondar, 1932)
- Planibyrsa splendida (Drake, 1922)